# Jasmin Gassmann
Pour les articles homonymes, voir Lord.
Jasmin Gassmann, anciennement connue sous le nom de Jasmin Lord (née Jasmin Gaßmann le 6 novembre 1989 à Stuttgart, Allemagne) est une actrice et réalisatrice allemande d'origine colombienne. Elle est surtout connue pour son rôle de Rebecca von Lahnstein dans la série télévisée Verbotene Liebe. Elle incarnera Ximena dans le prochain film croate sur Ante Gotovina Le Général, aux côtés de Goran Višnjić et Armand Assante.

## Biographie
Jasmin est la fille de la colombienne Carmen Lord et de l'avocat allemand Gerald Gaßmann. Elle a déménagé dans l'État de New York à l'âge de 16 ans et a suivi un cours de théâtre et de réalisation de deux ans à la New York Film Academy. Elle a fréquenté l'école de théâtre Stella Adler Studio of Acting à New York pendant un autre semestre.  De 2016 à 2022, elle étudie la réalisation à l'Académie du film du Bade-Wurtemberg.

## Filmographie
Actrice
- 2008-2011 : Verbotene Liebe (série télévisée) : Rebecca von Lahnstein
- 2008 : Ends Meet
- 2011 : Abrechnung mal anders
- 2012 : Honeymoon Hotel (court métrage) : Rose
- 2012 : Radio Silence – Der Tod hört mit (de) (On Air) : Tara
- 2013 : Alerte Cobra (série télévisée) : Celina da Silva
- 2013 : La Bible de sang (téléfilm) : Milla
- 2013 : Rosamunde Pilcher (série télévisée) : Evita Ferreira
- 2013 : Systemfehler - Wenn Inge tanzt : Sandra Lappe
- 2014 : Wilsberg : 90-60-90 (série télévisée) : Sonja Conrad
- 2016 : Braquage à l'allemande (Vier gegen die Bank) de Wolfgang Petersen
- 2016 : Zazy : Tracy
- 2016 : Katie Fforde: Das Schweigen der Männer : Samantha Franklin
- 2016 : Katie Fforde: Du und ich : Jennifer Japs
- 2017 : Bullyparade – Der Film
- 2017 : Nord Nord Mord – Clüver und die wilde Nacht (série télévisée) : Mareike
- 2018 : Vielmachglas : Kim
- 2018 : Hubert und Staller (#116) – Weiblich, böse, tot (série télévisée) : Jasmin Hollstein
- 2018 : Brigade du crime (SOKO Leipzig #354) – Goldkind (série télévisée) : Nike Gold
- 2018 : EneMe
- 2019 : Die Klempnerin – Wer nach Rache strebt, hält seine eigenen Wunden offen : Lydia Waldeck
- 2019 : Watzmann ermittelt – Almsünde (série télévisée) : Klarissa Zilch
- 2019 : General
- depuis 2021 : SOKO Stuttgart (série télévisée) : Lea Gómez

Théâtre
- 2006 : The Primary English Class
- 2006 : Proof
- 2007 : I had to be you
- 2007 : Pizza Man

Réalisatrice
- 2013 : How to make it in America
- 2014 : Antlitz des Bösen (court métrage)
- 2015 : The Happiest Man (long métrage documentaire)
- 2017 : Share the Meal (Spot social)
- 2018 : Heiligs's Blechle (pilote de série)

Scénariste
- 2014 : Antlitz des Bösen (court métrage)